# Mardi Gras (Cézanne)

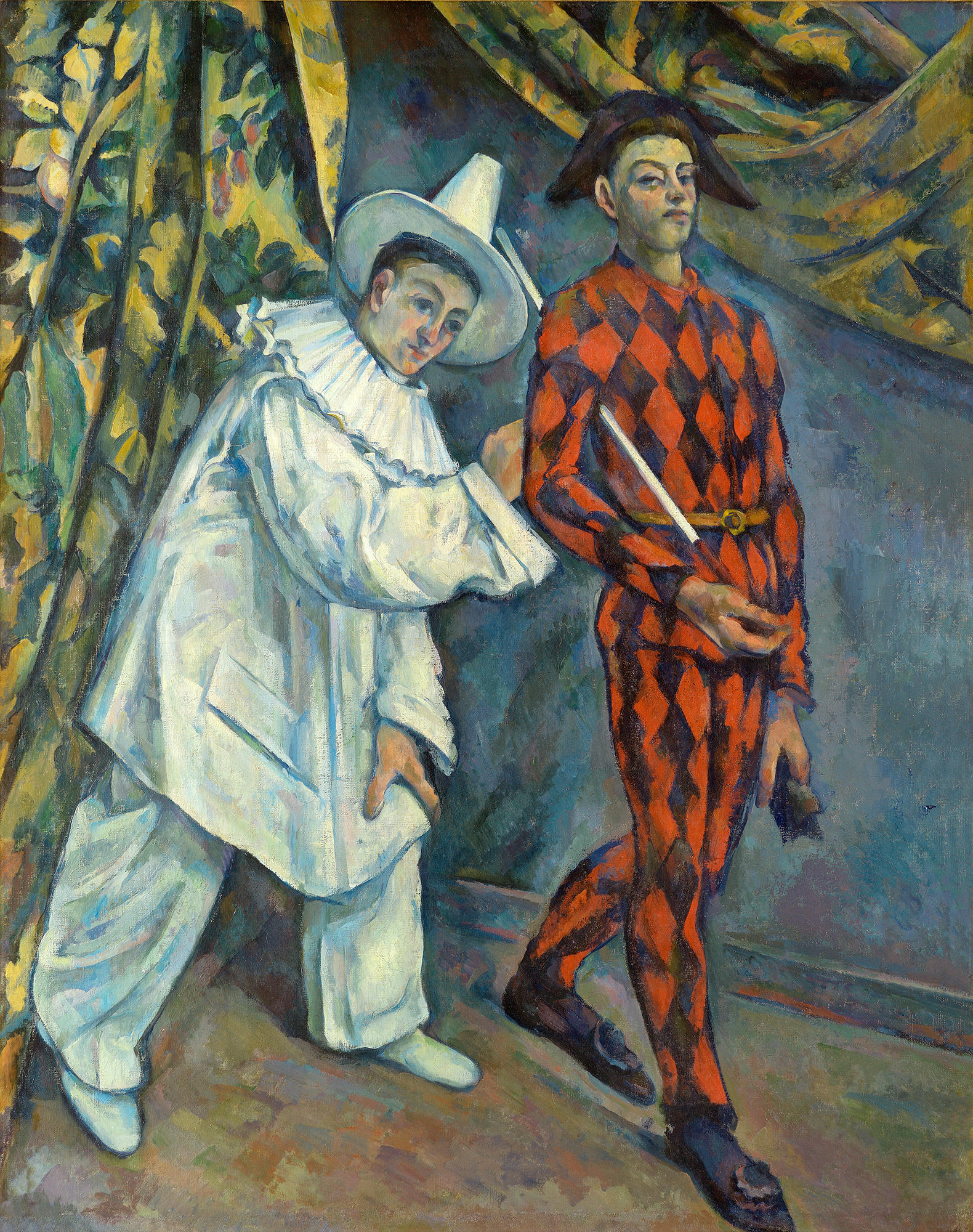
Mardi Gras

Mardi Gras is een schilderij van de Franse kunstschilder Paul Cézanne.
Hij schilderde het tussen 1888 en 1890. Het is uitgevoerd in olieverf op doek en meet 102 x 81 cm. Het schilderij bevindt zich in het Poesjkinmuseum in Moskou.
Tussen 1888 en 1889 maakte hij tijdens zijn verblijf in Parijs in het atelier aan de Rue du Val-de-Grâce vier schilderijen van figuren van de Commedia dell'arte uit Italië. 
Het schilderij beeldt zijn zoon Paul uit als Harlekijn en zijn vriend Louis Guillaume als Pierrot. Door de lange poseersessies en doordat Cézanne zijn modellen niet toestond dat ze bewogen, viel Louis zelfs flauw tijdens het maken van dit doek.
Cézanne wilde deze scène een spontaan karakter meegeven. Door ze door een gang te laten lopen lijkt het net alsof hij beide personen betrapt bij het verlaten van het huis voor de vastenavond. De arrogante houding van Paul, die de toeschouwer afstandelijk aankijkt, contrasteert met de meer open uitdrukking van zijn vriend.